# Pișceanske, Novoukraiinka
Pișceanske (în ucraineană Піщанське; în trecut, Petrivske, în ucraineană Петрівське) este un sat în comuna Ivanivka din raionul Novoukraiinka, regiunea Kirovohrad, Ucraina.

## Demografie
Componența lingvistică a localității Pișceanske
     Ucraineană (85,71%)
     Rusă (14,29%)
Conform recensământului din 2001, majoritatea populației localității Pișceanske era vorbitoare de ucraineană (85,71%), existând în minoritate și vorbitori de rusă (14,29%).